# Laomeng Xiang
Laomeng Xiang (kinesiska: 老勐, 老勐乡) är en socken i Kina. Den ligger i provinsen Yunnan, i den sydvästra delen av landet, omkring 240 kilometer söder om provinshuvudstaden Kunming. Antalet invånare är 16 362. Befolkningen består av 7 446 kvinnor och 8 916 män. Barn under 15 år utgör 24,0 %, vuxna 15-64 år 68 %, och äldre över 65 år 6,0 %.
Genomsnittlig årsnederbörd är 2 350 millimeter. Den regnigaste månaden är juli, med i genomsnitt 541 mm nederbörd, och den torraste är februari, med 32 mm nederbörd.